# Дрезна
Дрезна (на гръцки: Μυρτόφυτο, Миртофито, на катаревуса: Μυρτόφυτον, Миртофитон, до 1928 година Δρέζνα, Дрезна) е село в Егейска Македония, Гърция, част от дем Кушница, област Източна Македония и Тракия.

## География
Селото е разположено на 300 m надморска височина в южните склонове на планината Люти рид (Символо).

## История

### Етимология
Според Йордан Н. Иванов името е от *Дреждна, прилагателно от „дрезга“, дребна гъста гора  (старобългарското „дрѧзга“, гора) и наставка -ьнь > Дрежна, откъдето идва гръцкото произношение Дрезна с ξ от ж.

### В Османската империя
В края на XIX век Дрезна е село в Правищка каза на Османската империя.
Александър Синве ("Les Grecs de l’Empire Ottoman. Etude Statistique et Ethnographique"), който се основава на гръцки данни, в 1878 година пише, че в Тресна (Tresna) живеят 420 гърци.
В 1889 година Стефан Веркович („Топографическо-этнографическій очеркъ Македоніи“) пише за Дрезна:
| „ | Дрезна, християнско село; има 1 църква и 1 училище. Жителите са гърци. От града е отдалечено на 4 и половина часа разстояние. Жителите християни са гърци, а мохамеданите - помаци. | “ |

Към 1900 година според статистиката на Васил Кънчов („Македония. Етнография и статистика“) в Дрезна живеят 350 души, всички гърци християни.

### В Гърция
Селото попада в Гърция след Междусъюзническата война в 1913 година. В 20-те години в селото са заселени 170 души. Българска статистика от 1941 година показва 580 жители.
Населението отглежда много маслини и се занимава и със скотовъдство.
| Име          | Име             | Ново име    | Ново име    | Описание                                    |
| ------------ | --------------- | ----------- | ----------- | ------------------------------------------- |
| Андадес      | Αντάδες         | Ксиротопос  | Ξηρότοπος   | възвишение в Люти рид (349 m), ЮЗ от Дрезна |
| Чушни Селада | Τσουσνὶ Σελλάδα | Кумариес    | Κουμαριές   |                                             |
| Ходжа Каран  | Κοντζᾶ Καρὰν    | Капсала     | Καψάλα      | връх в Люти рид (648 m), З от Дрезна        |
| Ашък Бурун   | Ασὶκ Μπουρούν   | Фтерес      | Φτέρες      | възвишение в Люти рид, СИ от Дрезна         |
| Попово       | Πόποβο          | Ставродроми | Σταυροδρόμι |                                             |

| Година    | 1913 | 1920 | 1928 | 1940 | 1951 | 1961 | 1971 | 1981 | 1991 | 2001 | 2011 | 2021 |
| --------- | ---- | ---- | ---- | ---- | ---- | ---- | ---- | ---- | ---- | ---- | ---- | ---- |
| Население | 392  | 240  | 402  | 567  | 574  | 538  | 499  | 516  | 480  | 484  | 424  | 385  |